# Hahnkampl
Das Hahnkampl ist ein 2080 m ü. A. hoher Berg in der Sonnjochgruppe im Karwendel in Tirol.
Der Gipfel ist als unschwierige Bergwanderung von der Eng über die Binsalm und den Binssattel zu erreichen (vom Alpengasthof Eng: Aufstiegszeit (über Binssattel): ca. 2:15 Stunden, Abstiegszeit (über Lamsenjoch): ca. 2:00 Stunden, ca. 880 Höhenmeter). Alternativ ist der Gipfel vom Falzthurntal über den Gramaialm-Hochleger (1756 m ü. A.) zu erreichen. Die Gipfelüberschreitung mit dem Abstieg zum Westlichen Lamsenjoch (1940 m ü. A.) erfordert Trittsicherheit und Schwindelfreiheit.